# Corrective Measures : Mutants surpuissants
Pour plus de détails, voir Fiche technique et Distribution.
Corrective Measures : Mutants surpuissants (Corrective Measures) est un film d'action fantastique américain réalisé par Sean O'Reilly (en) et sorti en 2022. Il s'agit d'une adaptation du roman graphique Corrective Measures écrit par Grant Chastain, illustré par Fran Moyano et édité par Arcana en 2008.
Le film sort principalement en vidéo à la demande et en DVD, mais connait une sortie limitée dans quelques salles.

## Synopsis
Dans un futur proche, le monde a été ravagé par un cataclysme surnommé « la Pulsion », qui a engendré des mutations génétiques donnant des super pouvoirs à de nombreuses personnes. La prison ultra-sécurisée Ubermax, située à San Tiburon, abrite les criminels les plus dangereux du monde. Parmi eux, il y a des humains, mais surtout des humains améliorés dotés de super-pouvoirs dévastateurs contrôlés, entre autres, par un inhibiteur placé sur leur jambe gauche. Connu pour sa capacité à manipuler l'esprit d'autrui, Julius « le Lobe » Loeb est tourmenté par le superviseur corrompu de cet établissement pénitentiaire, Warden Devlin. Ce dernier cherche à piller sa fortune avant de partir à la retraite, tandis que les tensions s'exacerbent entre le personnel et les détenus. Rapidement, l'anarchie explose dans le pénitencier.

## Fiche technique
- Titre original : Corrective Measures
- Titre français : Corrective Measures : Mutants surpuissants ou Mutants surpuissants (diffusion TV)
- Réalisation : Sean O'Reilly
- Scénario : Sean O'Reilly, d'après le roman graphique Corrective Measures de Grant Chastain et Fran Moyano
- Musique : George Streicher
- Photographie : Stirling Bancroft
- Montage : Elad Tzadok
- Production : Sean et Michelle O'Reilly
- Sociétés de production : Arcana Productions et LLCThe Exchange
- Société de distribution : Tubi
- Pays de production :  États-Unis
- Langue originale : anglais
- Format : couleur - 2,39:1
- Genre : action, fantastique
- Dates de sortie :
  - États-Unis : 29 avril 2022 (sortie limitée en salles / vidéo à la demande)
  - France : 8 mars 2023 (DVD/VOD)

## Distribution
- Bruce Willis (VF : Stefan Godin) : Julius « le Lobe » Loeb (The Lobe en VO)
- Michael Rooker : le superviseur Warden Devlin
- Dan Payne : Walter Anthony Locke, le Vengeur (Payback en VO)
- Brennan Mejia : Diego Diaz
- Tom Cavanagh : Gordon Tweedy
- Kat Ruston : l'officier Liz Morales
- Kevin Zegers : le capitaine Jason Brody
- Hayley Sales : Dr Isabelle Josephs
- Daniel Cudmore : Diamond Jim
- Doug Bradley : le sénateur Zechariah

## Production
Le tournage a lieu à Vancouver et Atlanta

## Sortie et accueil
Sur l’agrégateur de critiques Rotten Tomatoes, le film obtient 60% d'avis favorables pour 5 critiques et une note moyenne de 4,4⁄10.
Le film récolte 17 750 $ au box-office.